# Reaching into Infinity
Albums de DragonForce
Maximum Overload
(2014) Extreme Power Metal
(2019)
Singles
1. Judgment Day
Sortie : 30 mars 2017
2. Curse of Darkness
Sortie : 12 avril 2017
3. Ashes of the Dawn
Sortie : 15 mai 2017
4. Midnight Madness
Sortie : 21 septembre 2017

Reaching into Infinity est le septième album studio du groupe de power metal britannique DragonForce sorti le 19 mai 2017.

## Liste des morceaux
| No  | Titre                                   | Durée |
| --- | --------------------------------------- | ----- |
| 1.  | Reaching into Infinity ((instrumental)) | 1:25  |
| 2.  | Ashes of the Dawn                       | 4:33  |
| 3.  | Judgement Day                           | 6:13  |
| 4.  | Astral Empire                           | 5:24  |
| 5.  | Curse of Darkness                       | 5:35  |
| 6.  | Silence                                 | 4:50  |
| 7.  | Midnight Madness                        | 6:21  |
| 8.  | War!                                    | 5:19  |
| 9.  | Land of Shattered Dreams                | 4:59  |
| 10. | The Edge of the World                   | 11:03 |
| 11. | Our Final Stand                         | 5:04  |

## Composition du groupe
- Marc Hudson : chant
- Herman Li : guitare, chœurs
- Sam Totman : guitare, chœurs
- Gee Anzalone : batterie, chœurs
- Vadym Proujanov : claviers, piano, chœurs
- Frédéric Leclercq : basse, chœurs